# 切里科納 (肯塔基州)
切里科納（英語：Cherry Corner）是位於美國肯塔基州卡洛威縣的一個非建制地區。

## 地理
切里科納所處的海拔為高於海平面164米（即538英呎），而該地所採用的時區為UTC-6，即北美中部時區（CST）。同時該地設有夏令時間，為UTC-6調快一小時，即UTC-5（CDT）。